# 日本高圧電気
日本高圧電気株式会社（にっぽんこうあつでんき、英: Nippon Kouatsu Electric Co., Ltd. ）は、愛知県大府市に本社を置く配電用機器メーカーである。

## 概要
1920年（大正9年）創業の配電用機器メーカー。主な取引先は日本の全電力会社およびJRや私鉄などの鉄道会社で同社の高圧カットアウトは50%以上のシェアを占める。

## 沿革
- 1920年 - 「高岡配電器具製作所」として創業。
- 1956年3月11日 - 「日本高圧電気株式会社」を設立。
- 1997年 - ISO 9001認証を取得。
- 2003年 - ISO 14001認証を取得。
- 2004年 - 愛知ブランド企業の認定を受ける。
- 2009年 - 株式会社マグネグラフの事業を統合し、システム事業本部マグネグラフグループとした。

## 主な製品
- カットアウト
- 高圧開閉器
- ヒューズ
- 事故探査関連機器
- 風力発電関連機器
- 耐雷機器
- 高圧受電盤
- 電気工事

## 事業所
- 本社（愛知県大府市）
- 大府工場（愛知県大府市）
- 東京営業所（東京都港区）

## 関連会社
- 株式会社ジャテックス
- 中日高电气科技（深圳）有限公司
- 日本高圧電気ベトナム